# Alfabeto siriaco
L'alfabeto siriaco è il sistema di scrittura utilizzato per scrivere la lingua siriaca a partire dal II secolo.
Si tratta di un abjad semitico, direttamente derivato dall'alfabeto proto-cananeo, composto da 22 consonanti; a seconda delle forme di scrittura, i suoni vocalici non sono indicati oppure vengono indicati tramite segni diacritici.
In effetti, tre delle lettere sono mater lectionis, ossia sono consonanti che a volte indicano un suono vocalico:
- la prima lettera, ’ālaph, che rappresenta una pausa glottidale, indica una vocale se all'inizio o al finale di una parola;
- la lettera waw è tecnicamente una w, ma può anche indicare i suoni vocalici o e u;
- allo stesso modo, la lettera yōdh rappresenta sia la consonante y sia i suoni vocalici i ed e.

Il siriaco si scrive da destra a sinistra ed è una scrittura corsiva, in cui tuttavia solo alcune lettere sono collegate tra loro all'interno della stessa parola.

## Forme dell'alfabeto siriaco
L'alfabeto siriaco ha tre varianti principali:

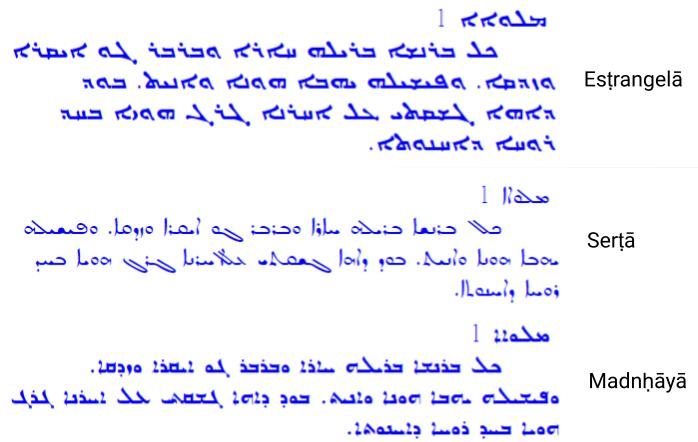
L'art. 1 della Dichiarazione universale dei diritti dell'uomo nelle tre varianti dell'alfabeto siriaco

I) La forma più antica e classica è la ʾEsṭrangēlā (nome derivato dalla parola greca στρόγγυλη, strongyle, rotondo). Benché l'ʾEsṭrangēlā non si usi più per scrivere il siriaco, ne esiste una versione ridotta utilizzata in titoli, iscrizioni e anche in talune pubblicazioni, come ad esempio in una versione del Peshitta dell'Università di Leiden.
In alcuni manoscritti antichi, così come in talune iscrizioni, tutte le lettere possono essere legate a sinistra; inoltre vi si trovano antiche lettere dell'alfabeto aramaico - specialmente della Ḥeth e della Mem lunata. Nella ʾEsṭrangēlā solitamente non vengono usati i diacritici per indicare le vocali.
II) Il dialetto siriaco occidentale viene scritto nella forma Serṭā (lineare), conosciuta anche come scrittura maronita o giacobita, nella quale la maggior parte delle lettere sono derivate chiaramente da una semplificazione e una razionalizzazione di quelle dell'ʾEsṭrangēlā. L'alfabeto arabo è basato sull'alfabeto nabateo, che a sua volta è derivato da questa forma di scrittura siriaca.
Nella scrittura occidentale, le vocali sono normalmente indicate da piccole lettere greche apposte sopra o sotto la lettera seguente: Α (alfa maiuscolo) rappresenta il suono a, α (alfa minuscolo) rappresenta o, ε (epsilon minuscola) rappresenta e, Ι (iota maiuscolo) rappresenta i, e una combinazione dei simboli Υ (ipsilon maiuscola) e ο (omicron minuscola) rappresenta u.
III) Il dialetto siriaco orientale viene invece scritto normalmente nella forma Maḏnḥāyā (orientale), detto anche alfabeto assiro, caldeo, o, impropriamente, nestoriano, termine utilizzato all'inizio per designare i cristiani che vivevano nell'Impero Persiano. Le lettere della scrittura orientale sono più simili a quelle della 'Estrangelā che a quelle della Serṭā (occidentale). Le vocali vengono indicate con combinazioni di punti posti sopra o sotto le lettere.
Quando l'arabo diventò la lingua dominante nella Mezzaluna Fertile, vennero prodotti testi in arabo scritti in alfabeto siriaco, che vengono detti Karshuni o Garshuni.

### ʾEsṭrangēlā
| Lettera      | Formato normale | Finale legata | Finale non legata | Carattere Unicode | Pronuncia |
| ------------ | --------------- | ------------- | ----------------- | ----------------- | --- |
| 'Ālaph       |                 |               |                   | ܐ                 | ʔ (occlusiva glottidale sorda) o muta |
| Bēth         |                 |               |                   | ܒ                 | forte: b (occlusiva bilabiale sonora) dolce: v (fricativa labiodentale sonora) o w (approssimante labiovelare)                                        |
| Gāmal        |                 |               |                   | ܓ                 | forte: g (occlusiva velare sonora) dolce: ɣ (fricativa velare sonora)                                                                                 |
| Dālath       |                 |               |                   | ܕ                 | forte: d (occlusiva alveolare sonora) dolce: ð (fricativa dentale sonora)                                                                             |
| Hē           |                 |               |                   | ܗ                 | h (fricativa glottidale sorda) |
| Waw          |                 |               |                   | ܘ                 | consonante: w (approssimante labiovelare) mater lectionis: u (vocale posteriore chiusa arrotondata) o o (vocale centrale chiusa arrotondata)          |
| Zayn         |                 |               |                   | ܙ                 | z (fricativa alveolare sonora) |
| Hēth o Khēth |                 |               |                   | ܚ                 | ħ (fricativa faringale sorda) |
| Tēth         |                 |               |                   | ܛ                 | tˁ (occlusiva alveolare sorda faringalizzata) |
| Yōdh         |                 |               |                   | ܝ                 | consonante: j (approssimante palatale) mater lectionis: i (vocale anteriore chiusa non arrotondata) o e (vocale anteriore semichiusa non arrotondata) |
| Kāph         |                 |               |                   | ܟ                 | forte: k (occlusiva velare sorda) dolce: x (fricativa velare sorda)                                                                                   |
| Lāmadh       |                 |               |                   | ܠ                 | l (approssimante laterale alveolare) |
| Mīm          |                 |               |                   | ܡ                 | m (nasale bilabiale) |
| Nūn          |                 |               |                   | ܢ                 | n (nasale alveolare) |
| Semkath      |                 |               |                   | ܣ / ܤ             | s (fricativa alveolare sorda) |
| `Ē           |                 |               |                   | ܥ                 | ʕ (fricativa faringale sonora) |
| Pē           |                 |               |                   | ܦ                 | forte: p (occlusiva bilabiale sorda) dolce: f (fricativa labiodentale sorda) o w (approssimante labiovelare)                                          |
| Sādhē        |                 |               |                   | ܨ                 | sˁ (fricativa alveolare sorda faringalizzata) |
| Qōph         |                 |               |                   | ܩ                 | q (occlusiva uvulare sorda) |
| Rēš          |                 |               |                   | ܪ                 | r (vibrante alveolare) |
| Šīn          |                 |               |                   | ܫ                 | ʃ (fricativa postalveolare sorda) |
| Taw          |                 |               |                   | ܬ                 | forte: t (occlusiva alveolare sorda) dolce: θ (fricativa dentale sorda)                                                                               |
|              |                 |               |                   |                   | Lāmadh e 'Ālaph combinate a fine parola |
|              |                 |               |                   |                   | Taw e 'Ālaph combinate a fine parola |

### Scrittura siriacaMadnhāyā(orientale)
| Lettera      | Formato normale | Finale legata | Finale non legata | Carattere Unicode | Pronuncia |
| ------------ | --------------- | ------------- | ----------------- | ----------------- | --- |
| 'Ālaph       |                 |               |                   | ܐ                 | ʔ (occlusiva glottidale sorda) o muta |
| Bēth         |                 |               |                   | ܒ                 | forte: b (occlusiva bilabiale sonora) dolce: v (fricativa labiodentale sonora) o w (approssimante labiovelare)                                        |
| Gāmal        |                 |               |                   | ܓ                 | forte: g (occlusiva velare sonora) dolce: ɣ (fricativa velare sonora)                                                                                 |
| Dālath       |                 |               |                   | ܕ                 | forte: d (occlusiva alveolare sonora) dolce: ð (fricativa dentale sonora)                                                                             |
| Hē           |                 |               |                   | ܗ                 | h (fricativa glottidale sorda) |
| Waw          |                 |               |                   | ܘ                 | consonante: w (approssimante labiovelare) mater lectionis: u (vocale posteriore chiusa arrotondata) o o (vocale posteriore semichiusa arrotondata)    |
| Zayn         |                 |               |                   | ܙ                 | z (fricativa alveolare sonora) |
| Hēth o Khēth |                 |               |                   | ܚ                 | ħ (fricativa faringale sorda) |
| Tēth         |                 |               |                   | ܛ                 | tˁ (occlusiva alveolare sorda faringalizzata) |
| Yōdh         |                 |               |                   | ܝ                 | consonante: j (approssimante palatale) mater lectionis: i (vocale anteriore chiusa non arrotondata) o e (vocale anteriore semichiusa non arrotondata) |
| Kāph         |                 |               |                   | ܟ                 | forte: k (occlusiva velare sorda) suave: x (fricativa velare sorda)                                                                                   |
| Lāmadh       |                 |               |                   | ܠ                 | l (approssimante laterale alveolare) |
| Mīm          |                 |               |                   | ܡ                 | m (nasale bilabiale) |
| Nūn          |                 |               |                   | ܢ                 | n (nasale alveolare) |
| Semkath      |                 |               |                   | ܣ / ܤ             | s (fricativa alveolare sorda) |
| `Ē           |                 |               |                   | ܥ                 | ʕ (fricativa faringale sonora) |
| Pē           |                 |               |                   | ܦ                 | forte: p (occlusiva bilabiale sorda) suave: f (fricativa labiodentale sorda) o w (approssimante labiovelare)                                          |
| Sādhē        |                 |               |                   | ܨ                 | sˁ (fricativa alveolare sorda faringalizzata) |
| Qōph         |                 |               |                   | ܩ                 | q (occlusiva uvulare sorda) |
| Rēš          |                 |               |                   | ܪ                 | r (vibrante alveolare) |
| Šīn          |                 |               |                   | ܫ                 | ʃ (fricativa postalveolare sorda) |
| Taw          |                 |               |                   | ܬ                 | forte: t (occlusiva alveolare sorda) dolce: θ (fricativa dentale sorda)                                                                               |
|              |                 |               |                   |                   | Lāmadh e 'Ālaph combinate |
|              |                 |               |                   |                   | Taw e 'Ālaph combinate a fine parola, quando Taw è legata alla lettera precedente                                                                     |

## Galleria d'immagini

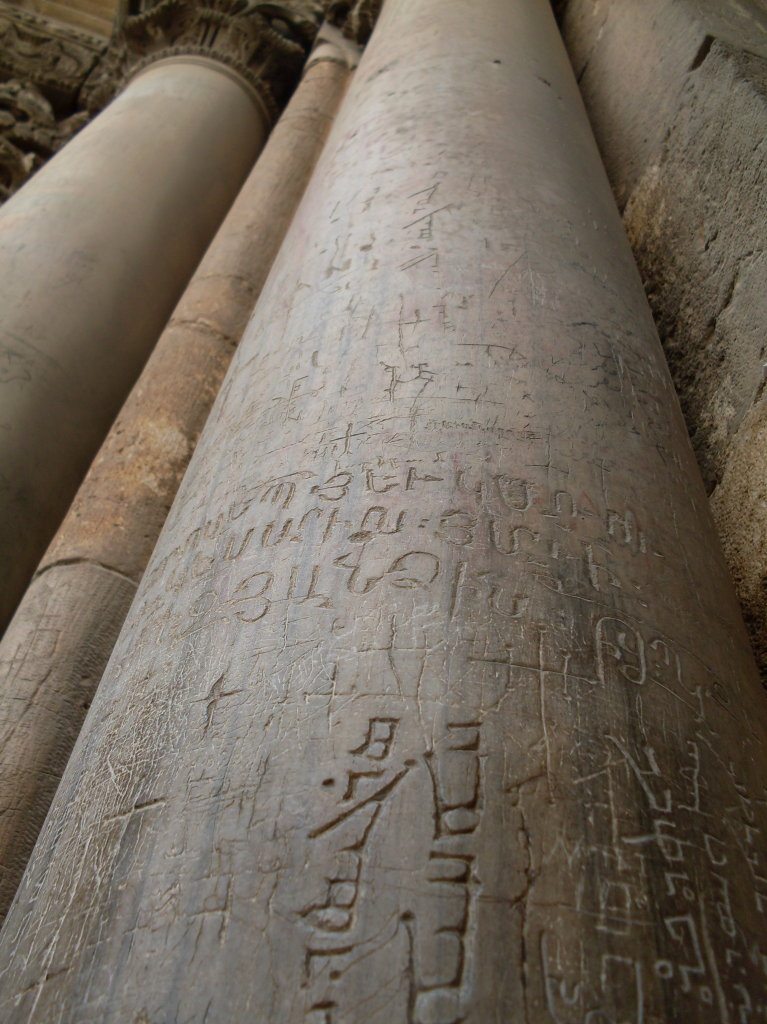
Alfabeto siriaco (estranghelo) su una colonna all'ingresso della Basilica del Santo Sepolcro a Gerusalemme
L'inizio del Vangelo di Giovanni nelle tre varianti dell'alfabeto
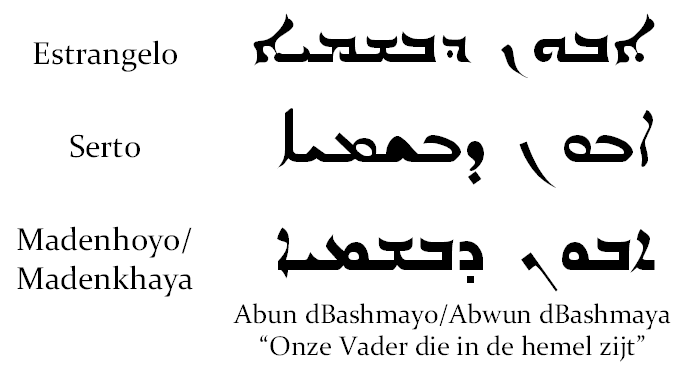
L'inizio del Padre nostro nelle tre varianti dell'alfabeto
Tabella delle tre varianti dell'alfabeto
L'alfabeto estranghelo
L'alfabeto serto
L'alfabeto madnhaya
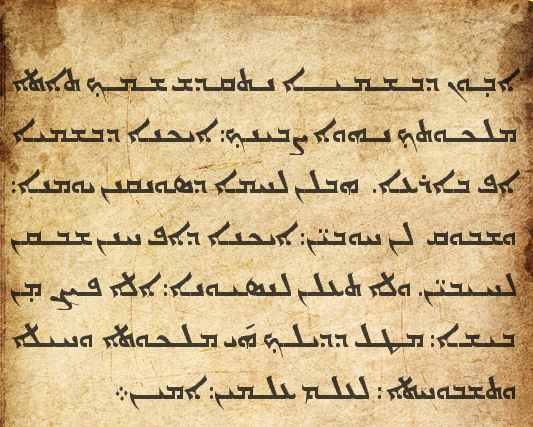
Il Padre nostro in siriaco (alf. madnhaya)
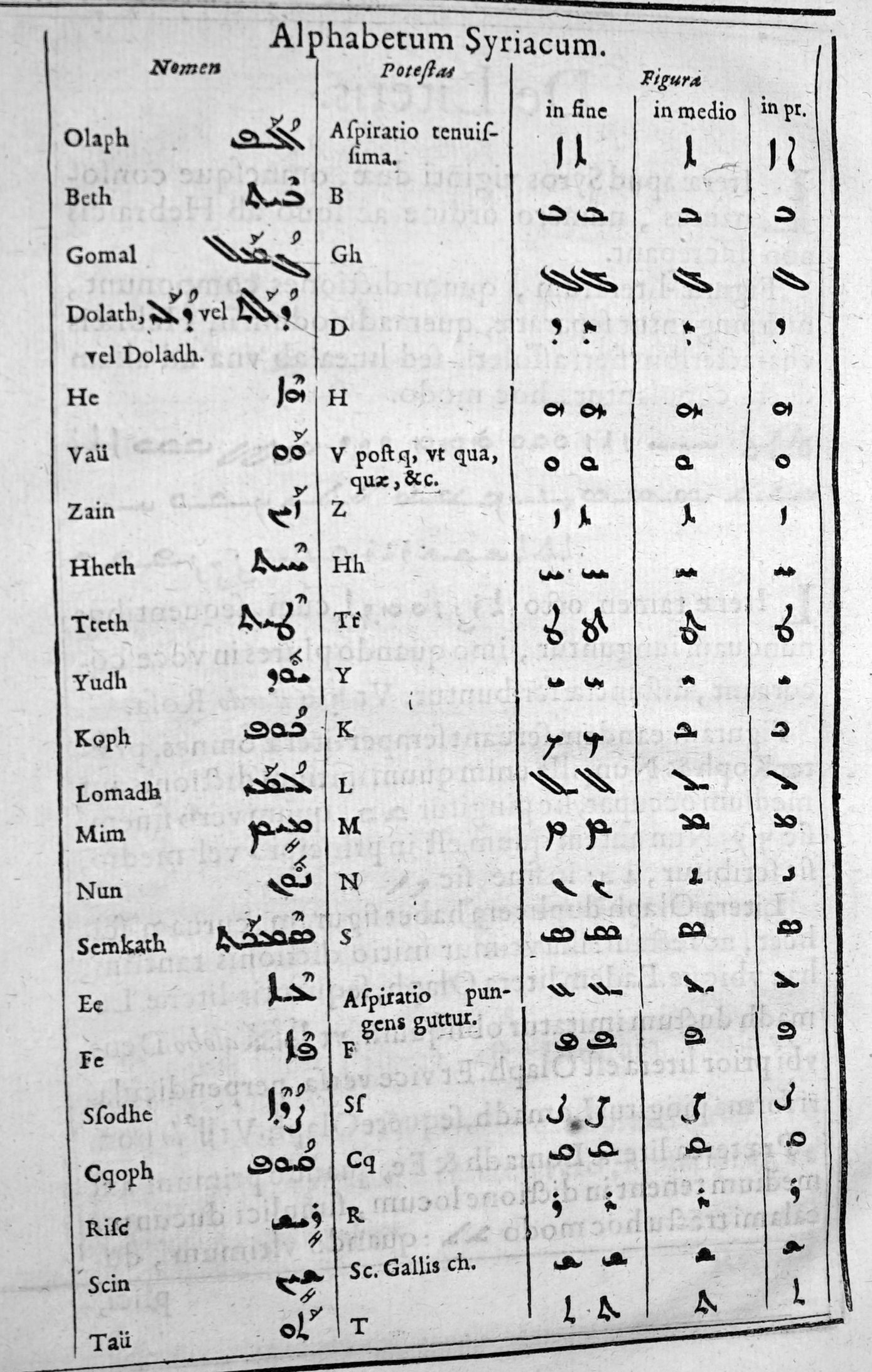
Alfabeto siriaco (serto), 1625
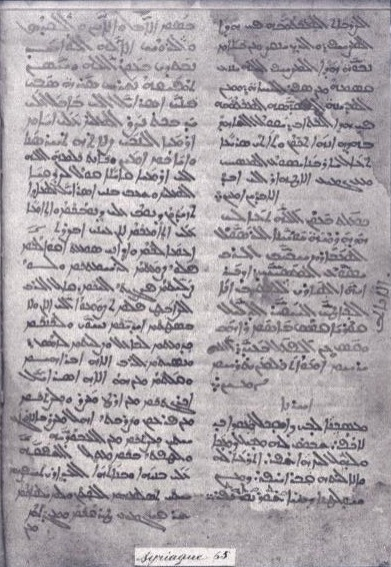
Manoscritto arabo in alfabeto Gharsuni, Storia della cattività babilonese, 1594